# Scoloderus tuberculifer
Scoloderus tuberculifer är en spindelart som först beskrevs av O. Pickard-Cambridge 1889.  Scoloderus tuberculifer ingår i släktet Scoloderus och familjen hjulspindlar. Inga underarter finns listade i Catalogue of Life.